# 瓦拉什斯凱克洛博烏基

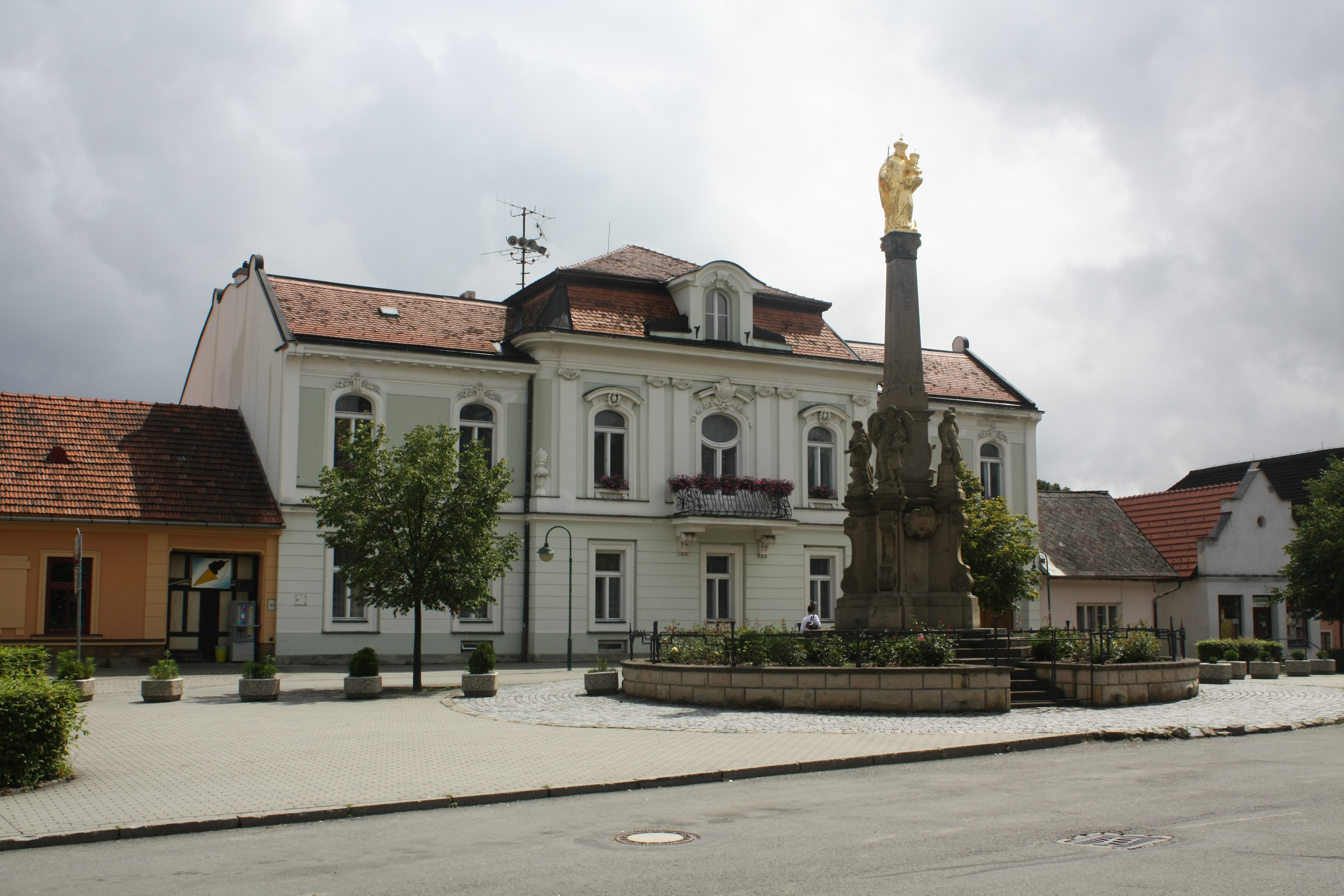

瓦拉什斯凱克洛博烏基是捷克的城鎮，位於該國東南部，距離首府茲林27公里，由茲林州負責管轄，面積26.94平方公里，海拔高度405米，2011年人口5,111。